# David James
David Benjamin James (* 1. srpna 1970, Welwyn Garden City) je anglický fotbalový trenér a bývalý profesionální fotbalový brankář. Hráčskou kariéru ukončil v roce 2014 v indickém klubu Kerala Blasters FC. Odchytal také 53 utkání v dresu anglické reprezentace.
V roce 2018 byl hlavním trenérem Kerala Blasters.

## Hráčská kariéra
V anglické Premier League odchytal 169 utkání s čistým kontem a je v tomto žebříčku druhý v pořadí za Petrem Čechem.

## Reprezentační kariéra
James odchytal 10 zápasů za anglickou reprezentaci do 21 let.
Celkově za anglický národní výběr odchytal 53 zápasů. Zúčastnil se MS 2002 v Jižní Koreji a Japonsku, EURA 2004 v Portugalsku, MS 2006 v Německu a MS 2010 v Jihoafrické republice.